# Anne Marie Rivier
Anne-Marie Rivier (ur. 19 grudnia 1768 w Montpezat-sous-Bauzon we Francji, zm. 3 lutego 1838 w Bourg-Saint-Andéol) – założycielka Zgromadzenia Ofiarowania Maryi, święta Kościoła katolickiego.

## Życiorys
Anne-Marie Rivier urodziła się w bardzo religijnej rodzinie. Kiedy miała ponad rok, na skutek upadku złamała biodro i nie mogła chodzić. 8 września 1774 podczas modlitwy nagle zaczęła chodzić. W wieku 17 lat chciała wstąpić do klasztoru, ale nie została przyjęta ze względu na stan zdrowia. W 1796 założyła Zgromadzenie Ofiarowania Maryi. Zmarła mając 70 lat w opinii świętości.
Beatyfikowana przez Jana Pawła II 23 maja 1982. 13 grudnia 2021 papież Franciszek podpisał dekret uznający cud za wstawiennictwem błogosławionej, co otwiera drogę do jej kanonizacji, a data jej wyniesienia została ogłoszona 4 marca 2022 podczas konsystorza.
15 maja 2022, podczas uroczystej mszy św. na placu świętego Piotra, papież Franciszek dokonał pierwszej od czasu pandemii COVID-19 i pierwszej od października 2019 kanonizacji bł. Anne Marie Rivier i dziewięciu innych błogosławionych, wpisując ją w poczet świętych Kościoła katolickiego.